# Terme Ptuj
Koordinati:   46°25′23″N, 15°51′20″E
Terme Ptuj (prvotno: Ptujske toplice) so termalno-vodni kompleks v Mestni občini Ptuj na desnem bregu reke Drave, s pogledom na bližnji Ptujski grad, ki so ga odprli 10. avgusta 1975. Nahaja se okoli 2,5 km vzhodno od glavne ceste Maribor-Gruškovje na nadmorski višini okoli 230 m, streljaj stran od starega mestnega jedra Ptuja z prečudovitim pogledom na Ptujski grad. Na lokaciji, na kateri so danes terme, je nekoč ležalo prazgodovinsko naselje Poetovia, od katerega ni ostalo nič. Danes vseh 14 bazenov obsega skupaj 4200 m² vodnih površin. Trenutni lastnik je Sava Turizem d.d. (Sava Hotels & Resorts).
Voda je opredeljena kot natrij-hidrogenkarbonatna, blago alkalna in mineralna, z temperaturo 39°C.
Kot zanimivost, ptujske toplice so odprli na isti dan kot Kartodrom Hajdoše in prenovljeno tržnico.

## Zgodovina

### 1975: Slavnostna otvoritev z prvima dvema bazenoma
10. avgust 1975 – je Kmetijski kombinat Ptuj uradno odprl Ptujske toplice z prvima dvema zunanjima bazenoma, ko sta bila v uporabo predana otroški in rekreacijski (z valovi), ki sta stala takratnih 35 milijonov dinarjev. Postavili so ju ob 1050 m globoki vrtini tople mineralne vode, ki so jo tam odkrili nekaj let prej. Veliki množico sta nagovorila direktor KK Ptuj Cveto Doplihar in predsednik IS SO Ptuj Franjo Gnilšek, igral pa je Ansambel Toneta Kmetca. Olimpijski bazen je bil še v gradnji.

### 1976: Nov olimpijski bazen z skakalnico
12. junij 1976 – ob otvoritvi kopalne sezone so odprli tudi povsem nov 50 m zunanji olimpijski bazen z skakalnicama višine 3 in 5 metrov (globina vode 4 m), kar je še do danes redkost v Sloveniji, ter osnovni gostinski objekt (pijača, krompirček, hotdog ...).

### 1977: Notranji bazeni, restavracija in športni objekti
25. maj 1977 – po drugi fazi gradnje ptujskih toplic so uradno odprli notranje bazene (25 x 12,5 m dolg kratki bazen globine od 160 do 180 cm, otroški bazen, 6 metrski masažni bazen, savne ter novo restavracijo Zila z široko paleto kuhane in pečene prehrane) in jih predali svojemu namenu. Istočasno so bili dograjeni in odprti tudi zunanji športni objekti in sicer štiri peščena teniška igrišča, igrišče za odbojko na mivki, štiri mize za namizni tenis, dve stezi za balinanje in igrišče za mini golf.
1980 – so zgradili bungalove.

### 1994: Apartmajsko naselje
1994 – so odprli še apartmajsko naselje z 56 sobami oziroma apartmaji.

### 1996: Nov bazen z dvema toboganoma
10. julij 1996 – so opravili tehnični prevzem, čeprav so ga preizkusili že nekaj dni prej. 250 m2 velik bazen z dvema toboganoma (ravni in zaviti) globine 1 meter in preostali masažni del z šobami (globine 135 cm).

### 2002: Nov lastnik postanejo Terme 3000
2002 – so Terme 3000 d.d. (dve leti kasneje je njen večinski lastnik postala Sava, d.d.) iz Moravskih toplic postale nov 72% večinski lastnik ptujskih term, s tem ko so delež odkupile od Kmetijskega kombinata Ptuj. Preostali 28% delež je takoj po prodaji, to je 15 novonastalih občine iz nekdanje skupne občine, kot pravne naslednice, začelo sodno uveljavljati, saj so vsi občani skupaj plačali gradnjo toplic. Po pripojitvi Kmetijskega kombinata Ptuj, še avgusta istega leta k Perutnini Ptuj, pa je ta družba, med drugim skupaj z lastništvom Term Ptuj, postala tudi naslednica dolgotrajnega sodnega uveljavljanja 28-odstotnega lastniškega deleža v Termah Ptuj s strani omenjenih občin.

### 2005: Amfiteater
29. junij 2005 – so tik ob zunanjih kopališčih, uradno odprli amfiteater, prireditveni prostor zgrajen v tej obliki. New Swing Quartet ni uspel dokončati otvoritvenega koncerta, saj se je močno ulil dež.

### 2006: Sava d.d. odkupi preostali 28% delež
16. maj 2006 – družba Sava Hotel & Resorts (v lasti Sava d.d.) je odkupila še preostali sporni 28% lastniški delež Perutnine Ptuj, ki ga je nedavno vse do aprila tega leta, pravno in sodno uveljavljalo vseh 15 novonastalih občin na območju nekdanje velike Ptujske občine, potem ko ga je Kmetijski kombinat Ptuj pred štirimi leti prodal. Kot pravne naslednice so imele to pravico, saj so vsi takratni prebivalci nekdanje velike skupne Ptujske občine financirali izgradnjo toplic. Ker konca sodnega postopka še ni bilo mogoče predvideti, razvojni načrti Save v Termah Ptuj pa so bili zaradi tega oteženi, je Perutnina Ptuj aprila letos pravdo z občinami končala s sodno poravnavo, izplačala njihova domnevna lastništva v Termah Ptuj in tako omogočila lastniško konsolidacijo.

### 2007: Grand Hotel Primus
27. september 2007 – je veriga Sava Hotel & Resorts (v lasti Sava Turizem, d.d.) odprla Grand Hotel Primus, prvi štirizvezdični hotel na Ptuju, z lastnimi bazeni. Poimenovan je po Marcus Antonius Primusu, senatorju in generalu v Rimskem cesarstvu.

### 2008: Terme gostijo prve Rimske igre
22.-24. avgust 2008 – Terme Ptuj so gostile I. Rimske igre (oziroma Rimski tabor), večdnevni prikaz življenja v letu 69, ob prvi omembi mesta Poetovio, z rimskimi legionarji in gladiatorji. Gostili so jih vse do leta 2012, potem so šli na novo lokacijo.

### 2012: Glamping Vinska vas
12. julij 2012 – so v ptujskih termah na območju znotraj že obstoječega avtokampa, odprli šele drugi glamping (izraz za glamurozno kampiranje) v Sloveniji. In sicer 8 velikih lesenih vinskih sodov (prostornine 14,000 litrov).

## Termalni park

### Zunanji kompleks
Na voljo je skupaj 7 bazenov z termalno vodo v skupni površini 3.500 m² in največji sistem toboganov v Sloveniji:
- 50 metrski olimpijski bazen — z 3 in 5 metrsko skakalnico, za izkušene plavalce
- Rekreacijski bazen — topla voda z občasnimi valovi, drugi največji, primeren za vse
- Masažni bazen — z podvodnimi curki
- 3 mini otroški bazeni — globina primerna za najmlajše
- Tobogan Tajfun — za spuščanje z vodnimi blazinami in skokom v osrednjem delu tobogana
- Rumeni tobogan — najhitrejši se po njem peljejo manj kot 20 sekund
- Rdeči tobogan — doživite prosti pad na enem od treh enakih toboganov!
- Zeleni tobogan — zaviti tobogan za spust na napihljivem obroču za dva
- Modri tobogan — cevni tobogan za spuste visokih hitrosti
- Poćasna reka — vožnja z napihljivimi obroči
- Amfiteater — za raznorazne prireditve
- Mini golf, balinišče, 2 igrišči za odbojko na mivki, igrišče za igre z žogo
- V bazenih termalnega parka se vsako jutro odvija aerobika in jutranja gimnastika

### Notranji kompleks
Na voljo je skupaj 7 bazenov z termalno vodo in sladko v skupni površini 700 m²:
- Kratki bazen (25 m)
- Otroški bazen
- Terapevtski bazen
- 3 mini masažni bazeni
- Zunanji zimski bazen
- Tobogan notri-ven
- Restavracija Zila

## Nastanitvene kapacitete
- Grand Hotel PrimusSuperior **** — 250 postelj v 119 sobah, 3 luksuzni apartmaji, lasten spa & bazen
- Avtokamp Terme Ptuj **** — 120 parkirnih mest
- Mobilne hiške Terme Ptuj *** — 25 hišk
- Bungalovi Terme Ptuj *** — 20 sob
- Glamping Vinska Vas Terme Ptuj *** — 8 sodov
- Apartmajsko naselje Terme Ptuj — 56 apartmajev

## Dodatna ponudba
Ki je na voljo v bližnji okolici:
- Ogled starega mestnega jedra (slab kilometer stran)
- Golf igrišče Ptuj z 18 luknjami (300 metrov stran)
- Kartodrom Slovenja vas (gorvodno ob kanalu)
- Aktivnosti na Ranci na Ptujskem jezeru
- 9 teniških igrišč (zraven term)
- Dravska kolesarska pot

## Zanimivost
Občinski praznik 1975: na isti dan kot Terme Ptuj so uradno odprli tudi Kartodrom Hajdoše, prvo tovrstno dirkališče v tedanji Jugoslaviji, en dan pred tem povsem novo športno dvorano Mladika, dva dni prej pa povsem prenovljeno Ptujsko tržnico.

## Zdravljenje
Za zdravljenje se uporabljajo kopeli z zdravilno vodo, fizikalna terapija, trakcija, masaža, akupunktura, razni preventivni in rekreativni programi, ki ga izvaja strokovno zdravstveno osebje. Termalna voda je posebno koristna pri zdravljenju in rehabilitaciji revmatskih in degerativnih obolenj, poškodb lokomotornega sistema, nevroloških ter menedžerskih bolezni in za rekreativne namene. Voda iz term ni primerna za bolnike s težjimi srčnimi obolenji.